# Cœur (album)
Pour les articles homonymes, voir Cœur (homonymie).
Albums de Clara Luciani
Sainte-Victoire
(2018) Mon sang
(2024)
Singles
1. Le Reste
Sortie : 9 avril 2021
2. Amour toujours
Sortie : 20 mai 2021 (single promotionnel)
3. Respire encore
Sortie : 11 juin 2021
4. Cœur
Sortie : 29 août 2022
5. Tout le monde (sauf toi)
Sortie : 11 février 2023

Cœur est le deuxième album studio de la chanteuse française Clara Luciani, sorti le 11 juin 2021, chez Universal Music Division - Romance Musique. Produit par Breakbot, Sage et Pierrick Devin, l'album est certifié triple disque de platine (plus de 300 000 exemplaires vendus).
En novembre 2022 paraît l'édition limitée Cœur encore, comprenant les reprises en français de 4 titres légendaires du disco funk, dont Celebration en featuring avec Kool & The Gang.

## Singles
En 9 avril 2021 paraît Le Reste, le premier single extrait de l'album, accompagné d'un clip vidéo.
Le 20 mai 2021 sort Amour toujours en tant que single (uniquement) promotionnel. Le clip correspondant sortira seulement le 15 mars 2022.
Accompagné d'un clip invitant à la fête et au dance-floor, Respire encore est publié le 11 juin 2021 (le jour de la sortie de l'album) en tant que 2e single officiel.
Le 29 août 2022 est publié en disque vinyle le simple Cœur en tant que 3e single officiel. Dans ce morceau-titre, elle évoque les violences faites aux femmes. Outre le morceau Cœur, il contient une version live du morceau. Les recettes des ventes de ce 45 tours spécial en forme de cœur sont reversées à l'association la Maison des Femmes Marseille Provence dont elle est la marraine et qui aide les femmes victimes de violences conjugales. Il en est de même pour tous les bénéfices générés par les écoutes de la chanson Cœur sur les plateformes de streaming jusqu'à la fin de l'année 2022.
Le 11 février 2023, c'est la chanson Tout le monde (sauf toi) qui est choisie en tant que 4e et dernier single officiel de l'album.

## Liste des pistes
| Cœur (édition standard) (11 juin 2021) | Cœur (édition standard) (11 juin 2021) | Cœur (édition standard) (11 juin 2021) | Cœur (édition standard) (11 juin 2021) | Cœur (édition standard) (11 juin 2021) | Cœur (édition standard) (11 juin 2021) | Cœur (édition standard) (11 juin 2021) | Cœur (édition standard) (11 juin 2021) | Cœur (édition standard) (11 juin 2021) | Cœur (édition standard) (11 juin 2021) |
| No                                     | Titre                                  | Paroles                                | Musique                                | Durée                                  |                                        |                                        |                                        |                                        |                                        |
| -------------------------------------- | -------------------------------------- | -------------------------------------- | -------------------------------------- | -------------------------------------- | -------------------------------------- | -------------------------------------- | -------------------------------------- | -------------------------------------- | -------------------------------------- |
| 1.                                     | Cœur                                   | Clara Luciani                          | Sage, Breakbot (co.)                   | 3:49                                   |                                        |                                        |                                        |                                        |                                        |
| 2.                                     | Le Reste                               | Clara Luciani                          | Sage, Breakbot (co.)                   | 3:38                                   |                                        |                                        |                                        |                                        |                                        |
| 3.                                     | Le Chanteur                            | Clara Luciani                          | Sage, Breakbot (co.)                   | 4:12                                   |                                        |                                        |                                        |                                        |                                        |
| 4.                                     | Tout le monde (sauf toi)               | Clara Luciani                          | Sage, Breakbot (co.)                   | 2:46                                   |                                        |                                        |                                        |                                        |                                        |
| 5.                                     | Respire encore                         | Clara Luciani                          | Sage, Breakbot (co.)                   | 3:49                                   |                                        |                                        |                                        |                                        |                                        |
| 6.                                     | Amour toujours                         | Clara Luciani                          | Sage, Breakbot (co.)                   | 3:28                                   |                                        |                                        |                                        |                                        |                                        |
| 7.                                     | J'sais pas plaire                      | Clara Luciani                          | Sage                                   | 3:04                                   |                                        |                                        |                                        |                                        |                                        |
| 8.                                     | Sad & Slow (avec Julien Doré)          | Clara Luciani                          | Sage                                   | 3:22                                   |                                        |                                        |                                        |                                        |                                        |
| 9.                                     | La Place                               | Clara Luciani                          | Sage, Breakbot (co.)                   | 3:13                                   |                                        |                                        |                                        |                                        |                                        |
| 10.                                    | Bandit                                 | Clara Luciani                          | Sage, Breakbot (co.)                   | 2:52                                   |                                        |                                        |                                        |                                        |                                        |
| 11.                                    | Au revoir                              | Clara Luciani                          | Sage                                   | 3:04                                   |                                        |                                        |                                        |                                        |                                        |
| 37:17                                  |                                        |                                        |                                        |                                        |                                        |                                        |                                        |                                        |                                        |

| Cœur encore (réédition) (25 novembre 2022) | Cœur encore (réédition) (25 novembre 2022)                                                           | Cœur encore (réédition) (25 novembre 2022) | Cœur encore (réédition) (25 novembre 2022) | Cœur encore (réédition) (25 novembre 2022) | Cœur encore (réédition) (25 novembre 2022) | Cœur encore (réédition) (25 novembre 2022) | Cœur encore (réédition) (25 novembre 2022) | Cœur encore (réédition) (25 novembre 2022) | Cœur encore (réédition) (25 novembre 2022) |
| No                                         | Titre                                                                                                | Durée                                      |                                            |                                            |                                            |                                            |                                            |                                            |                                            |
| ------------------------------------------ | --- | ------------------------------------------ | ------------------------------------------ | ------------------------------------------ | ------------------------------------------ | ------------------------------------------ | ------------------------------------------ | ------------------------------------------ | ------------------------------------------ |
| 12.                                        | Dansons tant qu’on est vivant (avec Kool & The Gang) (reprise de Celebration de Kool & The Gang)     | 3:10                                       |                                            |                                            |                                            |                                            |                                            |                                            |                                            |
| 13.                                        | C’est l’amour (reprise de I Feel Love de Donna Summer)                                               | 3:23                                       |                                            |                                            |                                            |                                            |                                            |                                            |                                            |
| 14.                                        | Mes amis et moi (reprise de We Are Family de Sister Sledge)                                          | 2:46                                       |                                            |                                            |                                            |                                            |                                            |                                            |                                            |
| 15.                                        | Bravo tu as gagné (reprise de Mireille Mathieu, elle-même reprise de The Winner Takes It All d'Abba) | 3:15                                       |                                            |                                            |                                            |                                            |                                            |                                            |                                            |
| 49:51                                      | |                                            |                                            |                                            |                                            |                                            |                                            |                                            |                                            |

## Clips Vidéo
- Le Reste : 9 avril 2021
- Respire encore : 11 juin 2021
- Amour toujours : 15 mars 2022
- Cœur : 6 décembre 2022

## Classements et Certifications

### Classements hebdomadaires
| Classement (2021)            | Meilleure position |
| ---------------------------- | ------------------ |
| Belgique (Wallonie Ultratop) | 1                  |
| France (SNEP)                | 1                  |
| Suisse (Schweizer Hitparade) | 3                  |
| Suisse (Charts Romandie)     | 1                  |

### Titres certifiés en France[11]
- Cœur  Or
- Le Reste  Diamant
- Tout le monde (sauf toi)  Or
- Respire encore  Diamant
- Amour toujours  Platine
- Sad & Slow  Or

### Certifications
| Pays           | Certification | Ventes certifiées |
| -------------- | ------------- | ----------------- |
| France (SNEP)  | 3 × Platine   | 300 000           |
| Belgique (BEA) | Or            | 10 000            |

## Distinctions

### Récompenses
- Victoires de la musique 2022 :
  - Artiste interprète féminine
  - Album

Cet album est le premier interprété, composé et écrit par une femme à remporter la Victoire du meilleur album.
- Album RTL de l'année 2021